# Красицький Йосиф
отець Йосиф Красицький (1828, с. Гринів — 8 грудня 1908, с. Нестаничі) — руський священник (УГКЦ), громадський діяч (москвофіл), поет. Багато років був парохом села Дернів ((нині Львівського району Львівської області).

## Життєпис
Народився в родині пароха (УГКЦ) села Гринів Бережанської округи (нині Львівського району Львівської області, Україна) отця Томи Красицького.
Закінчив Львівську духовну семінарію, висвячений 1854 року як одружений священник (дружина померла 1889 р.). По висвяченні був адміністратором парафії в Заболотівцях Жидачівського деканату (1854—1855), а потім переведений на посаду адміністратора парафії в с. Дернів Кам'янко-Струмилового деканату (1855—1860). У 1860 році призначений парохом у Дернові, де працював аж до 1903 р. Загалом присвятив 48 років свого життя для праці в Дернові. Останні роки провів на парафії в Нестаничах Радехівського деканату, де й упокоївся 8 грудня 1908 року.
Помер 8 грудня 1908 року в с. Нестаничі (нині Шептицький район Львівської області, Україна).

### Громадсько-політична та культурно-просвітницька діяльність
- Посол Галицького сейму 3, 4, 5-го скликань від IV курії округу Буськ — Кам'янка-Струмилова — Олесько.[2] Мандат (був затверджений після 3-х виборів в окрузі) вперше здобув після Ілька Загоройка (його мандат не був затверджений Сеймом).[3]
- Один з найактивніших руських послів Райхсрату у 1873—1879 роках.
- Член Товариства імені Михайла Качковського.